# Комптон, Уильям (придворный)
Уильям Комптон (англ. William Compton; приблизительно 1482 — 30 июня 1528) — английский дворянин, придворный короля Генриха VIII. Участвовал в войне с Францией, был шерифом ряда графств и канцлером Ирландии, благодаря дружбе с монархом стал богатым землевладельцем.

## Биография
Уильям Комптон принадлежал к рыцарскому роду и был сыном Эдмунда Комптона из Комптона в Уорикшире и его жены Джоан Эйлворт. Он родился приблизительно в 1482 году. После смерти отца в 1493 году малолетний Комптон оказался под опекой короны и стал пажом герцога Йоркского Генриха, второго сына короля Генриха VII. Несмотря на примерно девятилетнюю разницу в возрасте, принц и паж стали близкими друзьями. Так как старший сын Генриха VII умер при жизни отца, герцог Йоркский в 1509 году стал королём Англии под именем Генрих VIII. Это стало началом возвышения Комптона. Уильям получил должность камергера стула, обеспечивавшую максимальную близость к особе монарха, позже стал управляющим ряда коронных поместий, констеблем замков Садли, Глостер и Уорик, шерифом Хэмпшира (1512—1513), шерифом Сомерсета и Дорсета (1513—1514). 4 февраля 1513 года он был назначен церемониймейстером с чёрной булавой в Виндзорском замке, в 1516 году — пожизненным шерифом Вустершира.
Комптон участвовал во французской кампании 1513 года (по данным Эдварда Холла, командовал арьергардом) и оказался в числе сорока пяти дворян, награждённых за заслуги в этом походе рыцарским званием; посвящение прошло в Турне 25 сентября. 6 ноября 1513 года сэр Уильям получил пост канцлера Ирландии с правом действовать через наместника, однако 24 марта 1516 года эта должность перешла к архиепископу Дублинскому. Комптон сопровождал короля на континент в 1520 году — для встречи с королём Франции Франциском I на Поле золотой парчи и с императором Карлом V в Гравелине. В 1523 году он служил на шотландской границе под началом Томаса Говарда, графа Суррея, и, по-видимому, это был единственный раз, когда Комптон находился далеко от двора. Ходили слухи, что кардинал Уолси добился его отправки на север, надеясь воспользоваться отсутствием Комптона, чтобы очернить его имя в глазах короля.
Сэр Уильям умер 30 июня 1528 года от  потницы. На тот момент благодаря королевским пожалованьям он был очень богат: наследство включало земли в восемнадцати графствах.

## Семья
Известно, что после 1513 года Комптон добивался разрешения жениться на Маргарет, графине Солсбери, — последней представительнице династии Йорков, дочери Джорджа Кларенса, двоюродной тётке Генриха VIII. Этот брак не был одобрен, и позже сэр Уильям женился на Вербурге, дочери и наследнице сэра Джона Бреретона и вдове сэра Фрэнсиса Чейни. После смерти супруги он вступил во второй брак — с Элизабет Стонор, дочерью сэра Уолтера Стонора и Энн Фолиот, впоследствии женой Уолтера Уолша и сэра Филиппа Хоби.
У Уильяма был только один сын от первого брака, Петер. Сын последнего Генри при Елизавете стал бароном Комптоном, а внук, Уильям, при Якове I стал графом Нортгемптоном.

## В культуре
Портреты Комптона украшают Комптон-холл и Баллиол-колледж в Оксфорде. Сэр Уильям стал персонажем романа Филиппы Грегори «Вечная принцесса», телесериалов «Тюдоры» (там его играет Кристен Холден-Рид) и «Испанская принцесса» (в роли Комптона Люк Маллинс).